# Mubarak Bala
Mubarak Bala (* 11. Juli 1984 in Kano) ist ein nigerianischer Menschenrechtsaktivist und Bürgerrechtler.

## Erste Festnahme 2014
Mubarak Bala ist diplomierter Chemiker und hat einen M.A.-Abschluss in „International Affairs und Diplomacy“ der Ahmadu Bello University in Zaria. Bala erfuhr eine religiös geprägte Schulerziehung. Dennoch sagte er sich 2014 vom Islam los. Seine Familie veranlasste daraufhin eine Einweisung in eine psychiatrische Einrichtung. Nach Protesten wurde er aus der Klinik entlassen, wurde anschließend aber in Polizeigewahrsam festgehalten.

## Festnahme April 2020
Ungeachtet der Repressalien entschloss sich Mubarak Bala, in Nigeria zu bleiben und übernahm den Vorsitz der Humanist Society of Northern Nigeria. Im April 2020 wurde er in Kaduna wegen eines Facebook-Beitrags der Blasphemie beschuldigt und verhaftet. Seitdem wird er ohne Anklage festgehalten. Wahrscheinlich wird er gegenwärtig in Kano gefangen gehalten. Dort muss er das islamische Scharia-Recht fürchten. Außerdem sind mehrere Morddrohungen gegen ihn ausgesprochen worden.  

## Internationaler Protest
Gegen die Festnahme Mubarak Balas erhebt sich internationaler Protest. In einem Schreiben an die Regierung Nigerias äußern elf Repräsentanten der Vereinten Nationen ihre tiefe Sorge und Betroffenheit angesichts der gravierenden Verstöße gegen internationales Recht und in Nigeria geltende rechtsstaatliche Grundsätze im Fall Mubarak Balas. Mubarak Bala ist wegen seiner atheistischen Überzeugungen mit der Todesstrafe bedroht. Die örtliche Polizeibehörde in Kano verweigert Mubarak Bala den Zugang zu einem Rechtsbeistand. Der nigerianische Schriftsteller und Nobelpreisträger Wole Soyinka richtet sich in einem Aufruf anlässlich des 100. Tages der Gefangenschaft an Mubarak Bala selbst.: „Du hast dich gegen die Flut des religiösen Imperialismus gestellt. Du hast für die gesamte Menschheit gekämpft, um eine bessere, gerechtere Welt für alle zu ermöglichen. Du hast nicht versucht, die Gralshüter zu beschwichtigen. Du hast dich nicht dem Druck gebeugt, ihre unsichtbaren Gottheiten zu verehren.“

## Vordenker für die humanistische Bewegung in Nigeria
Der nigerianische Aktivist für Menschenrechte Leo Igwe betont die tragende Rolle, die Mubarak Bala für die humanistische Bewegung in Nigeria einnimmt.

## Humanist of the year 2020
Die Humanist Society Scotland erklärte Mubarak Bala im Januar 2021 zum Humanisten des Jahres 2020. Die Auszeichnung ehrt Mubarak Bala als außergewöhnlichen Streiter für humanistische Werte. Dieser Einsatz "... kostete ihn bislang neun Monate im Gefängnis, getrennt von seiner Frau und seinem kleinen Kind".